# Processi per crimini di guerra in Romania nel secondo dopoguerra
Al termine della seconda guerra mondiale, la Romania fu ufficialmente riconosciuta come "alleato della Germania nazista" dai trattati di pace di Parigi del 1947 insieme a Ungheria, Bulgaria e Finlandia. In base ai trattati, si stabilì che la Romania dovesse catturare e processare i ricercati con l'accusa di "crimini di guerra e crimini contro la pace e l'umanità".
Furono giustiziati solo 4 criminali di guerra romeni (Ion Antonescu, Mihai Antonescu, Constantin Z. Vasiliu e Gheorghe Alexianu) mentre altre centinaia furono condannati al carcere o ai lavori forzati. Solo poco più di 200 romeni furono condannati nei primi processi del dopoguerra tenuti dai due Tribunali del Popolo istituiti a Cluj e Bucarest. I Tribunali del Popolo condannarono complessivamente 668 persone, dopo il loro scioglimento ci furono altri processi per crimini di guerra e crimini contro la pace.
La Romania fu l'unico Paese dell'Europa orientale ad avviare dei procedimenti giudiziari sia contro gli accusati di crimini di guerra che contro i collaborazionisti. Questa ammissione di responsabilità permise a molti colpevoli di sfuggire alla giustizia in Romania, mentre in Cecoslovacchia e in Ungheria furono condannate decine di migliaia di persone e centinaia giustiziate. In Bulgaria, le sole condanne a morte furono 2.618, di cui 1.576 eseguite. Il regime del dopoguerra fu morbido, infatti le condanne furono relativamente lievi e in alcuni casi furono concesse anche delle amnistie anticipate: ad esempio, il 1º giugno 1945, Lucrețiu Pătrășcanu riuscì a far commutare dal Re 29 condanne a morte. Anche se centinaia di alti funzionari e ufficiali furono condannati all'ergastolo o a lunghe pene detentive, tutti coloro che non morirono in carcere furono rilasciati tra il 1958 e il 1962.

## Contesto storico
Sotto la guida del Conducător Ion Antonescu, il 23 novembre 1940 la Romania aderì al Patto Tripartito e partecipò nell'Operazione Barbarossa, come alleato della Germania non fu mai occupata militarmente dalla Wehrmacht. Hitler rispettava Antonescu, era alla guida della terza forza dell'Asse in Europa: 585.000 soldati romeni prestarono servizio sul fronte orientale nel periodo da giugno a ottobre 1941. Sebbene non fosse un partner completamente volontario, la Romania non fu uno Stato vassallo ma anzi rimase sotto il controllo di un proprio sovrano autoctono. In seguito all'armistizio di Cassibile del settembre 1943, la Romania divenne la seconda potenza dell'Asse in Europa.
Lo storico John Lukacs ha elogiato il colpo di Stato dell'agosto 1944, scrivendo:«Nell'agosto 1944, i romeni furono protagonisti del colpo di Stato più riuscito della seconda guerra mondiale. Con l'esercito tedesco posizionato intorno ai loro confini, nel giro di ventiquattro ore fecero marcia indietro e proclamarono la loro alleanza con l'Unione Sovietica, la Gran Bretagna e gli Stati Uniti. (Anche in questo caso il paragone con l'Italia è istruttivo: rispetto a questa impresa acrobatica, i discendenti di Machiavelli erano dei semplici pasticcioni)».

### L'Olocausto

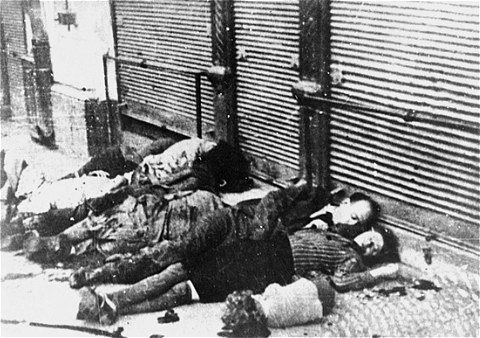
Pogrom di Iași in Romania, giugno 1941

La Romania fu al primo posto tra i Paesi perpetratori dell'Olocausto oltre la Germania nazista. Le fasi iniziali furono fuori controllo nazista, la Romania fu l'unico alleato del Terzo Reich che portò a termine la sua campagna genocida senza l'intervento diretto delle SS: il massacro degli ebrei nei territori sovietici occupati dalla Romania rappresentò "un genocidio separato dalla soluzione finale nazista", si trattò del più grande sterminio di ebrei da parte di forze armate non tedesche.
La Romania rifiutò i disegni nazisti di deportare gli ebrei romeni nel campo di concentramento di Belzec, nei territori controllati dalla Romania morirono tra i 280.000 e i 380.000 ebrei. Nelle prime settimane dell'Operazione Barbarossa assunse addirittura la guida delle operazioni di sterminio, ruolo che le fu riconosciuto da Adolf Hitler il 19 agosto 1941:«Per quanto riguarda la questione ebraica, si può ora affermare con certezza che Antonescu sta perseguendo politiche molto più radicali di quanto non abbiamo fatto finora». Il regime di Ion Antonescu aveva già ucciso anche donne e bambini ebrei, eliminando intere comunità ebraiche, mentre la Germania nazista massacrava ancora solo gli uomini ebrei. La Romania fu l'unico paese, oltre alla stessa Germania, che "attuò tutte le fasi del processo di distruzione, dalla definizione alle uccisioni".

## I processi

### I Tribunali del Popolo

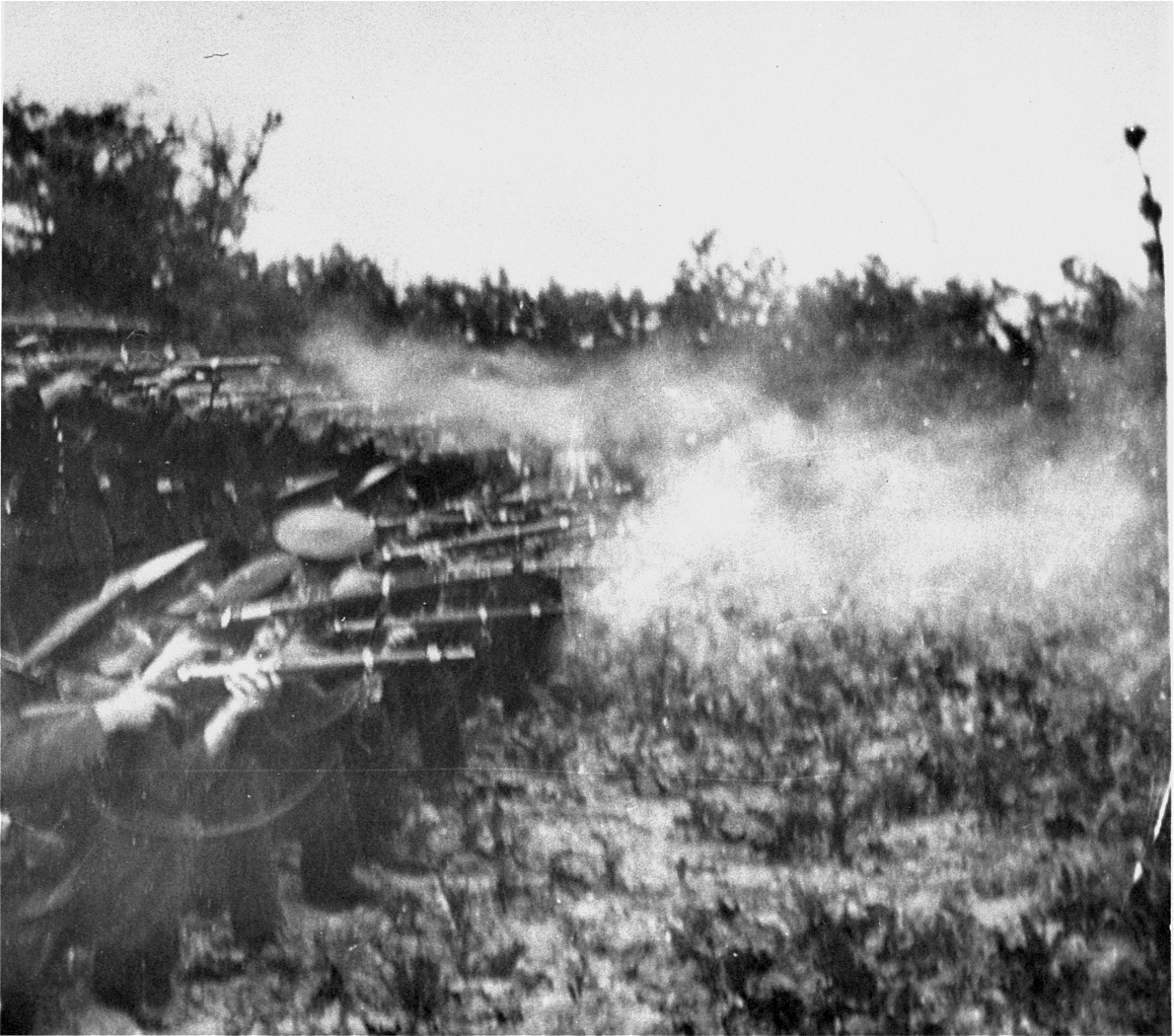
L'unica esecuzione postbellica di criminali di guerra romeni, a Jilava il 1º giugno 1946.

L'iniziativa di perseguire gli ex dignitari romeni fu di Vladislav Vinogradov, a capo della Commissione alleata in Romania. Il 10 ottobre 1944, Vinogradov stilò una prima lista di 47 sospetti criminali di guerra da arrestare, altre liste arrivarono il 18 e il 20 ottobre con inclusi i funzionari del regime, come nel caso del primo ministro Ion Gigurtu. Lucrețiu Pătrășcanu, ministro comunista della Giustizia, adottò le leggi sul perseguimento dei criminali di guerra nel gennaio 1945.
I Tribunali del Popolo furono istituiti con decreto del re Michele I del 21 aprile 1945, si occuparono specificamente dei presunti criminali di guerra, condannando 668 persone (molte delle quali in contumacia) prima del loro scioglimento nel giugno 1946. Si basarono sul modello usato a Norimberga e usarono anche gli stessi capi di imputazione: cospirazione per impadronirsi del governo legale del Paese, crimini contro la pace, crimini di guerra e crimini contro l'umanità. Alcuni processi furono ancora in corso quando furono sciolti i Tribunali del Popolo il 28 giugno 1946, motivo per cui le sentenze furono pronunciate successivamente.
La maggior parte dei 668 condannati, giudicati dal tribunale di Cluj, furono maggiormente gli occupanti ungheresi della Transilvania settentrionale e i loro collaboratori piuttosto che i romeni mentre il tribunale con sede a Bucarest condannò 187 persone. Ambedue i due tribunali pronunciarono 48 condanne a morte, ma solo 4 furono effettivamente eseguite. Dei 481 condannati a Cluj, 26 furono romeni, 370 ungheresi, 83 tedeschi e 2 ebrei. Dopo la chiusura dei "Tribunali del Popolo" nel 1946, negli anni successivi continuarono i processi per "crimini contro la pace" e per altre accuse legate agli eventi della guerra. La legge n. 291 del 1947, la base giuridica per cui furono condotti questi processi, rifiutò le esecuzioni a morte prevedendo pene detentive da 15 anni di carcere all'ergastolo.

### Il processo di Iași
Delle 57 persone processate a Iași 12 erano soldati, 22 gendarmi e 21 civili. Il processo iniziò nel 1947, contro 223 persone arrestate e dove deposero 165 testimoni, per lo più sopravvissuti al pogrom di Iași. L'accusa si basò su 4 punti principali: le voci per cui degli ebrei collaborarono con il nemico, i comunicati pubblicati dalle autorità, i documenti dell'esercito e gli ordini delle autorità locali che obbligavano gli ebrei a consegnare alcuni effetti personali come fari, binocoli e macchine fotografiche. L'atto d'accusa affermò che le vittime furono più di 10.000, in contrasto con la linea ufficiale del governo che contò solo 500 cosiddetti "giudeo-comunisti". Al termine del processo, 21 persone furono condannate ai lavori forzati a vita e al risarcimento di 100 milioni di lei di danni, 1 persona fu condannata all'ergastolo e a 100 milioni di lei di danni, 7 persone furono condannate a 25 anni di lavori forzati, 11 persone furono condannate a 20 anni di lavori forzati e a 100 milioni di lei di danni, 1 persona fu condannata a 20 anni di lavori forzati e a 100 milioni di lei di danni, 6 persone furono condannate a 15 anni di lavori forzati e a 100 milioni di lei di danni e 1 persona fu condannata a 5 anni di lavori forzati. Alcuni degli accusati furono assolti.

### Il processo per "responsabilità collettiva" dei membri del governo Antonescu
Nel 1946 furono indagati 8 membri del governo Antonescu e assolti dai Tribunali del Popolo. All'inizio del 1949 furono nuovamente processati in base al principio della "responsabilità collettiva" e condannati per "crimini contro la pace".

### Altri processi
Nel 1953, i colonnelli Radu Dinulescu e Gheorghe Petrescu furono condannati per crimini contro l'umanità e crimini di guerra, tra cui il coinvolgimento nel pogrom di Iași, la deportazione degli ebrei in Transnistria e il trattamento disumano dei civili. Dinulescu fu condannato a 15 anni di lavori forzati e Petrescu a 10 anni di lavori forzati, entrambi a 10 anni di degrado civico e inoltre furono anche confiscati i loro beni.

## Eredità
A differenza dei processi tenuti in Germania, il materiale raccolto non fu diffuso su larga scala. Molti romeni "considerarono i processi come un atto antinazionale, un tentativo da parte degli stranieri e dei loro aiutanti di vendicarsi dei romeni". Enfatizzando gli "stranieri" e la "vendetta" come i fattori che influenzarono le procedure, i nazionalisti romeni delegittimarono i tribunali e in questo modo la natura, la portata e l'intensità dei crimini avvenuti in Romania non diventarono parte dell'autocoscienza collettiva della Romania.
La conferenza di Mosca del 1943, la successiva conferenza di Jalta e il secondo paragrafo della dichiarazione di Berlino del 1945 contribuirono a trasformare la punizione dei leader romeni come una questione di "giustizia universale": in questo modo, il processo al regime di Antonescu dovrebbe essere valutato con gli stessi criteri utilizzati per preparare le incriminazioni di Norimberga. Tuttavia, dato il modo in cui il processo è stato organizzato e portato avanti, con la stampa censurata e il pubblico accuratamente selezionato, il pieno orrore dei crimini contro gli ebrei non riuscì a far breccia in molti romeni. In conclusione, l'occupazione sovietica e il regime comunista imposto alla Romania impedirono un autentico dibattito sul regime di Antonescu o sulle questioni legate alla società romena e ai suoi valori.
In Romania sono in vigore leggi che riconoscono i risultati dei processi del dopoguerra e rendono illegale la glorificazione delle persone colpevoli dei crimini contro l'umanità ma ci sono casi in cui questa legislazione viene ignorata e persino attivamente disattesa. Mercoledì 28 dicembre 2022, il consiglio comunale del Settore 2 (Bucarest) ha votato per respingere la rimozione di un busto raffigurante Mircea Vulcănescu, un membro del governo di Ion Antonescu condannato nel 1946.

### Riabilitazione

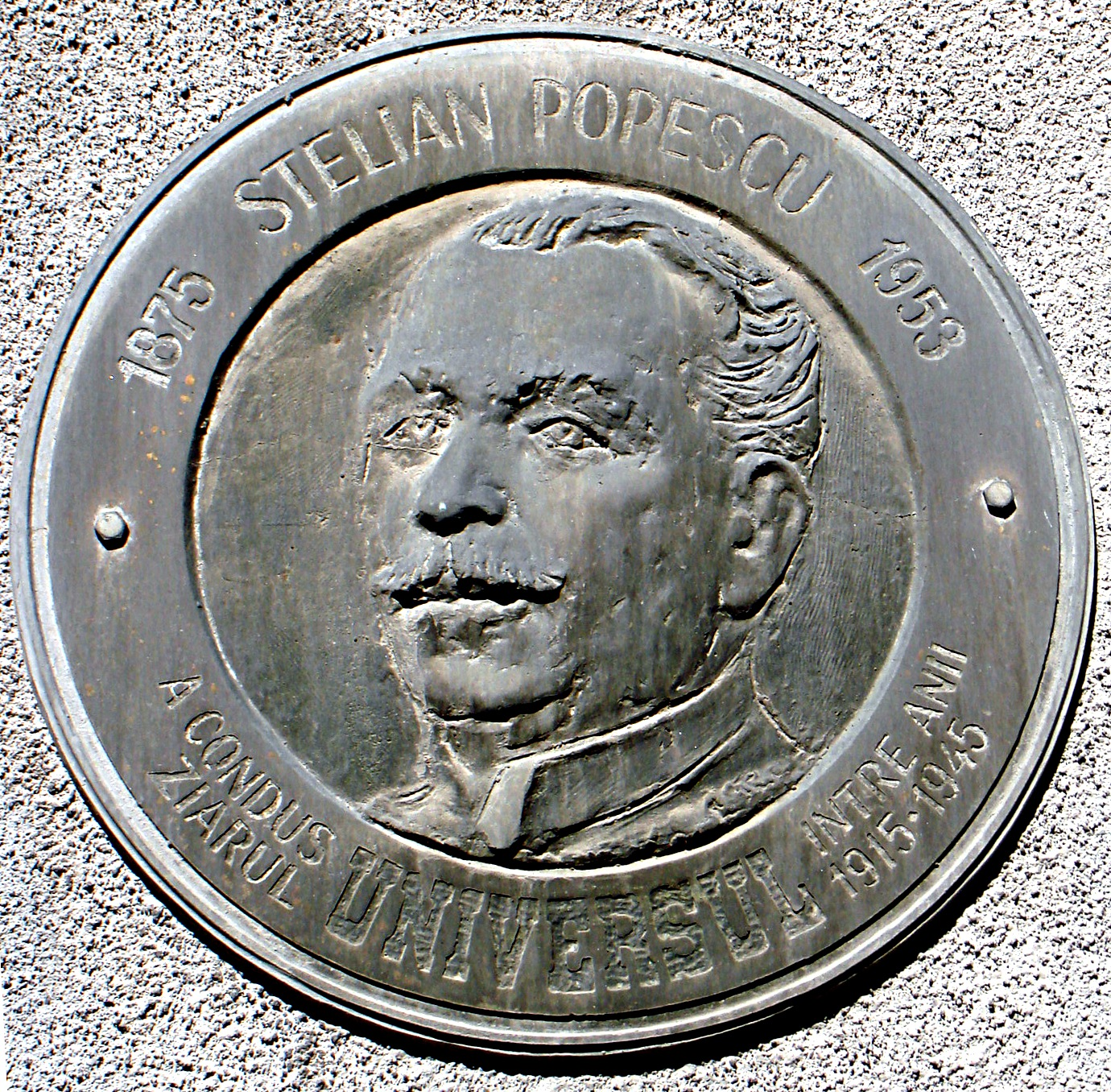
Stelian Popescu, condannato per crimini di guerra nel 1945 e riabilitato dalla Corte Suprema nel 1995.

L'8 maggio 1995, dopo la caduta del comunismo, la Corte Suprema di Giustizia annullò 10 sentenze pronunciate dai Tribunali del Popolo facenti parte delle sentenze contro i 14 criminali di guerra condannati nel "processo ai giornalisti" del 1945.
Solo Pan M. Vizirescu fu presente al momento del processo. Riguardo alla sua condanna, Vizirescu dichiarò:«Sapendo che questa Corte [il Tribunale del Popolo] era un'organizzazione terroristica e che i giudici erano semplici agenti terroristici, ho scelto di non presentarmi. Avevo la coscienza della verità, perché non avevano il diritto di giudicarci - avrebbe dovuto essere il contrario. Ora sono soddisfatto di essere stato dichiarato innocente e affronterò Dio in tutta tranquillità, perché non sono colpevole». Il procuratore generale Vasile Manea Drăgulin presentò le condanne decise nel 1945 come illegali, ritenendo che l'interpretazione delle prove fosse "retroattiva, parziale e tendenziosa", e che quindi si trattasse di una "decisione di condanna, il cui contenuto è una sintesi di critica veemente della loro attività, alla quale abbiamo attribuito con forza il carattere di crimini di guerra".
Il nome più noto di questo gruppo era probabilmente quello di Nichifor Crainic, fervente filofascista e ammiratore di Adolf Hitler e Benito Mussolini, fu vicepresidente del Partito Nazionale Cristiano e poi Ministro della Propaganda durante il regime di Antonescu. Tra i 10 riabilitati ci furono anche Stelian Popescu e Romulus Dianu oltre Crainic, nel frattempo riaccolto nell'Accademia romena, mentre Radu Gyr fu tra i restanti 4 non riabilitati. Otto membri del governo di Ion Antonescu furono condannati nel 1949 per "crimini contro la pace" e uno di loro fu riabilitato dalla Corte Suprema il 26 ottobre 1998. Gheron Netta, ultimo ministro delle Finanze di Antonescu (dal 1º aprile al 23 agosto 1944), fu condannato per "crimini contro la pace" e riabilitato il 17 gennaio 2000 dallo stesso tribunale. Netta fu condannato dai Tribunali del Popolo nel 1946, insieme alla maggior parte dei membri del governo di Ion Antonescu. Otto di loro furono assolti all'epoca, ma nel 1949 furono condannati in base al principio della "responsabilità collettiva".
Almeno due criminali di guerra furono condannati nel 1953, Radu Dinulescu (il cosiddetto "Eichmann della Romania") e Gheorghe Petrescu, il suo vice. Furono riabilitati dalla Corte Suprema rispettivamente nel 1998 e nel 1999.